# Titularbistum Clypia
Clypia (ital.: Clipia) ist ein Titularbistum der römisch-katholischen Kirche.
Es geht zurück auf einen ehemaligen Bischofssitz in der antike Stadt gleichen Namens in der römischen Provinz Zeugitana bzw. Africa proconsularis im heutigen nördlichen Tunesien. Er gehörte der Kirchenprovinz Karthago an.
| Titularbischöfe von Clypia |                                                            |                                                      |                    |                   |
| Nr.                        | Name                                                       | Amt                                                  | von                | bis               |
| 1                          | Melchior Chang K'o-hing (Melchior Zhang Kexing)            | Koadjutorbischof von Siwantze (Volksrepublik China)  | 3. November 1949   | 24. November 1951 |
| 2                          | José Damase Laberge OFM                                    | Apostolischer Vikar von San José de Amazonas (Peru)  | 3. Juli 1955       | 25. Dezember 1968 |
| 3                          | Ernesto Alvarez Alvarez SDB Titularerzbischof pro hac vice | Koadjutorerzbischof von Cuenca (Ecuador)             | 1. Mai 1970        | 21. April 1971    |
| 4                          | Árpád Fábián OPraem                                        | Apostolischer Administrator von Szombathely (Ungarn) | 8. Februar 1972    | 7. Januar 1975    |
| 5                          | Peter Nettekoven                                           | Weihbischof in Köln (Deutschland)                    | 17. März 1975      | 23. April 1975    |
| 6                          | Amédée Wilfrid Proulx                                      | Weihbischof in Portland (USA)                        | 16. September 1975 | 22. November 1993 |
| 7                          | Józef Szamocki                                             | Weihbischof in Toruń (Polen)                         | 20. April 2000     |                   |